# ROCK STAR
『ROCK STAR』（ロック スター）は、日本のバンドSOPHIAの19枚目のシングルである。2002年6月19日発売。発売元はトイズファクトリー。

## 概要
- 2002年第2弾シングル。外部プロデューサーにニール&イライザを迎えた。
- カップリングにはライブ音源が2曲収録されている。
- 初回限定盤のみ、本作のR&R CIRCUS Ver.が収録された。
- ジャケットは、アナログテレビの隣にエレキギターを弾く外国人の少年が立っている。

## 収録曲
全作詞・作曲:松岡充、編曲:SOPHIA
初回限定盤
1. ROCK STAR
2. ROCK STAR (R&R CIRCUS Ver.)
3. 黒いブーツ〜oh my friend〜 (TOUR“HARD”Ver.)
4. 街 (TOUR“HARD”Ver.)
5. ROCK STAR (inst.)

通常盤
1. ROCK STAR
2. 黒いブーツ〜oh my friend〜 (TOUR“HARD”Ver.)
3. 街 (TOUR“HARD”Ver.)
4. ROCK STAR (inst.)

## 楽曲の収録アルバム
- 夢 (#1)
- ALL SINGLES「A」 (#1)

## タイアップ
- ROCK STAR：テレビ朝日系『2002 ル・マン24時間レース』テーマソング